# Roronoa Zoro (One Piece)
Roronoa Zoro (ロロノア・ゾロ) és un dels protagonistes del manga One Piece, escrit i il·lustrat per Eiichirō Oda, i les seves obres derivades.
S'uneix a la tripulació del barret de palla com a primer membre després que Monkey D. Ruffy el salvi de ser executat pel capità de la Marina Morgan. Natural de la vila de Shimotsuki, al East Blue, Zoro s’ha entrenat des de la infància en l'ús de l'espasa, desenvolupant un estil de lluita únic de tres espases, que en té una amb la boca. El seu somni és convertir-se en l'espadatxí més gran del món.

## Creació i concepció
Zoro va utilitzar originalment dues espases en lloc de tres. En Zoro es va planejar originalment per formar part de la tripulació de pirates de Buggy the Clown i hauria estat reclutat per en Ruffy lluny de Buggy. El cognom de Zoro es basava en la pronunciació japonesa del pirata francès François l'Olonnais. En diverses localitzacions occidentals, el seu nom es va canviar a Zolo.

## Recepció
En Zoro sempre es troba entre els tres personatges més populars, normalment només per sota d'en Ruffy en popularitat. Va ocupar el segon lloc en totes les enquestes de popularitat de personatges de Shōnen Jump, excepte la cinquena, on va ocupar el tercer lloc després de Trafalgar Law. A més, en una enquesta del 2007 d'Oricon, Zoro va ser votat com el quart personatge més desitjat per rebre un spin-off. DVD Talk elogia el "divertidíssim" estil de lluita de tres espases de Zoro com un gran exemple del sentit de l'humor del programa.